# Patrick Ouchène

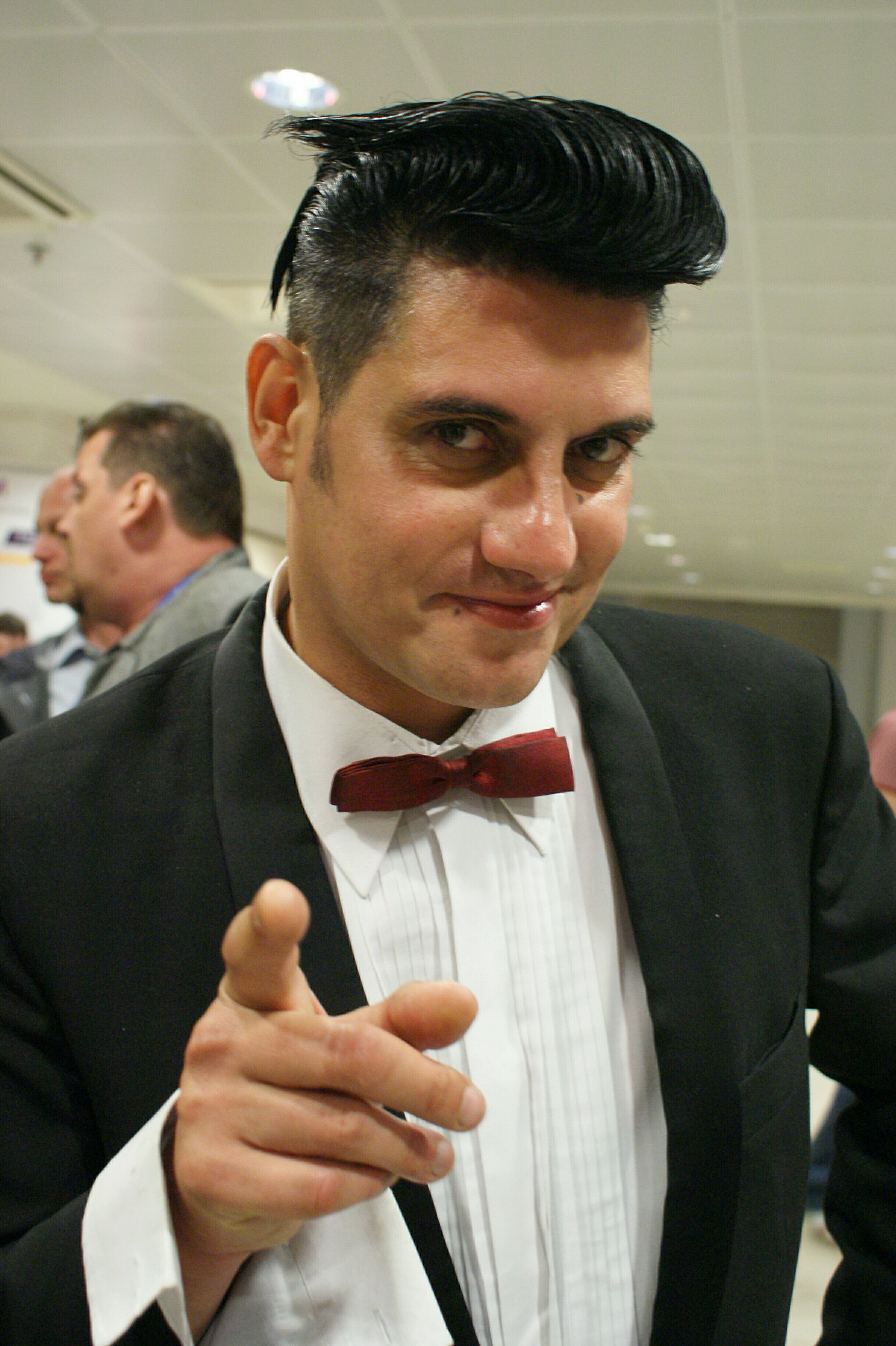
Patrick Ouchène (2009)

Patrick Ouchène (* 5. Dezember 1966 in Brüssel) ist ein belgischer Sänger. Er ist Mitglied der Rock-’n’-Roll-Band Runnin’ Wild, außerdem sang er als Bandleader von Copycat beim Eurovision Song Contest 2009 für Belgien.

## Eurovision Song Contest 2009
Am 17. Februar wurde bekannt gegeben, dass Ouchène Belgien mit dem Lied Copycat beim Eurovision Song Contest 2009 in Moskau vertritt. Der Deckname „Copycat“ wurde erst später bekannt gegeben. Das Lied, das eine Hommage an Elvis Presley darstellt, ist das zweite Lied in englischer Sprache, das der wallonische RTBF als Beitrag Belgiens für den ESC ausgewählt hat.
Die Gruppe Copycat bestand aus Sänger Patrick Ouchène sowie aus den Backgroundsängerinnen „Miss T Blue“ (eigentlich Marie-Ange Tchai) und „Miss D Lite“ (eigentlich Desta Hailé) sowie aus Bassist Lenn Dauphin und Gitarrist „Miam Monster Miam“ (eigentlich Benjamin Schoos). Dieser verfasste auch die Melodie des Liedes, für den Text zeichnete der belgische Liederautor Jacques Duvall (eigentlich Eric Verwilghen) verantwortlich.
Letztlich konnte das Lied keinen Erfolg verbuchen, es schied im ersten Halbfinale aus. Mit nur einem Punkt aus Armenien belegte es den vorletzten Platz vor Tschechien, dessen Beitrag keine Punkte bekam.
Im Musikvideo zu Copycat ist die im französischsprachigen Raum beliebte Comicfigur Le Chat zu sehen.